# Alena Hanušová
Alena Hanušová (Sokolov, 29 maggio 1991) è una cestista ceca.

## Carriera
Con la Rep. Ceca ha disputato i Giochi olimpici di Londra 2012, i Campionati mondiali del 2014 e cinque edizioni dei Campionati europei (2011, 2013, 2015, 2017, 2021).